# Luntrea sublimă
Luntrea sublimă este un roman de Victor Kernbach. A apărut în 1961 la Editura Tineretului în prima colecție  Cutezătorii și a fost republicat de aceeași editură în Colecția SF în 1968. Romanul a mai apărut în 1993 la Editura Noua Stea și în 2000 în Colecția SF a Editurii Lucman.
Prima ediție, din 1961, a apărut cu o copertă dură ilustrată de C. Condacci (Cristea Condacci).

## Prezentare
Atlantida este formată din zece țări, dar este guvernată ca o singură entitate. Marele Preot deține puterea absolută și a împărtășit multe dintre secretele sale cu Auta, cel mai inteligent și educat sclav.  
Începe o expediție militară de eliberare a sclavilor din Țara Nisipurilor, la care Auta participă ca traducător și ghid prin pustiu. Alături de stăpânul său este martor la unele fenomene cerești neobișnuite: o nouă stea strălucitoare „ca un ochi luminos” a răsărit pe cer, în deșert au apărut obiecte ciudate, lunguiețe, asemănătoare cu ulcioarele, argintii, ca sticla. De aceste obiecte nu se poate apropia, deoarece ele emit o putere care îi face pe oameni să cadă și să își piardă cunoștința.
Curând, însă, un nou eveniment îl apropie pe Auta de rezolvarea misterului. Pe insulă apare un turn misterios, „ascuțit și înalt de vreo sută de coți”, înconjurat de „zei”. La cererea Marelui Preot, Auta merge acolo unde descoperă niște făpturi, cu globuri ciudate în loc de capete. Sunt marțieni care au venit să exploreze Pământul, iar turnul este o navă spațială.
Din prietenia lui Auta cu marțienii, acesta învață lucruri minunate despre viață și univers. Începe o răscoală a sclavilor, preotul Tefnaht fură o navă cu combustibil atomic de la marțieni și îl prăbușește în craterul unui vulcan activ. Romanul descrie distrugerea Atlantidei, dar și a orașelor antice Sodoma și Gomora.

## Traduceri
În 1963 romanul a fost tradus în limba bulgară ca Вълшебният кораб de Н. Меламед și publicat de editura Народна култура în 1963.
A fost tradus în limba lituaniană ca Laivas virš Atlantidos de Elzė Vildžiūnienė și publicat de editura Vaga în 1974.

## Legături externe
- Luntrea sublimă, goodreads.com

## Vezi și
- 1961 în științifico-fantastic
- Atlantida